# Halszka Osmólska
Halszka Osmólska (15 september 1930 i Poznań, - 31 mars 2008), under många år framstående polsk paleontolog vid polska vetenskapsakademin, och utgivare av tidskriften Acta Palaeontologica Polonica under åren 1975-1992. Osmólska avled 31 mars 2008, efter en lång tids sjukdom.
Osmólska började sin paleontologiska karriär med att studera fossil efter polska trilobiter, och fortsatte så under 15 år. Under 1960-talet bytte hon inriktning, och började ägna sig åt att studera mongoliska dinosaurier istället, ett forskningsområde till vilket hon kom att bidra mycket, ända fram till sin död. Hon var bland annat delaktig i att sätta ihop den omfattande facklitterära boken The Dinosauria.
Osmólska var delaktig i att namnge flera dinosaurier, bland annat Deinocheirus (1970), Gallimimus (1972), Tylocephale (1974), Breviceratops (1975), Barsboldia (1981), Hulsanpes (1982), Tochisaurus (1991), Bagaraatan (1996) och Nomingia (2000). Hon har också fått några dinosaurier uppkallade efter sig. Bland dem Velociraptor osmolskae.
Osmólska har också utmärkt sig i frågan om fåglarnas ursprung, sedan hon föreslagit att medlemmar av Oviraptorosauria var en grupp primitiva fåglar.